# بازداشتگاه منفی چهار وزارت کشور
بنا بر برخی اظهارات غیررسمی (که در ادامه آمده‌است)، در وقایع پس از انتخابات ۱۳۸۸، از زیرزمین منفی چهار ساختمان وزارت کشور (واقع در خیابان فاطمی تهران) به عنوان بازداشتگاه استفاده شده‌است.

## بازداشت معترضین در خیابان‌های حوالی وزارت کشور
بر اساس خبر مندرج در تاریخ ۲۵ خرداد ۱۳۸۸ در سایت رادیو زمانه، یکی از خبرنگاران خارجی، در حال مصاحبه با مردم در خیابان‌های نزدیک ساختمان وزارت کشور دستگیر و پس از انتقال به زیر زمین وزارت کشور، تعدادی از مردم بازداشت شده را در آنجا دیده‌است.

## بازداشت دانشجویان پس از حمله به کوی دانشگاه
در جریان حمله به کوی دانشگاه تهران (۲۵ خرداد ۱۳۸۸)، شماری از دانشجویان آزاد شده کوی دانشگاه تهران اعلام کردند بامداد دوشنبه ۲۵ خرداد، بیش از ۵۰ دانشجو توسط افراد لباس شخصی که به انواع سلاح‌های سرد و گرم مجهز بودند، بازداشت و به زیرزمین ساختمان وزارت کشور منتقل شده بودند. به گزارش خبرنامه امیرکبیر، این دانشجویان که برخی از آن‌ها در جریان حمله به کوی دانشگاه زخمی شده بودند، ساعت‌ها در زیر زمین وزارت کشور مورد ضرب و شتم قرار گرفتند.

## رسیدگی به وضعیت بازداشتگاه
کاظم جلالی سخنگوی کمیته پیگیری وضعیت بازداشت شده‌های انتخابات اخیر اعلام کرده اطلاعاتی در باره «بازداشتگاه منفی ۴» وزارت کشور به این کمیته رسیده و ما در حال رسیدگی هستیم. این کمیته از سوی مجلس تشکیل شده و اعضای این هیئت مامور رسیدگی به وضعیت بازداشتیان نا آرامی‌های بعد از انتخابات هستند.